# Reginaldus Cools
Reginaldus Cools (* 1618 in Antwerpen; † 2. Dezember 1706 ebenda) war von 1677 bis 1700 der siebte Bischof der Diözese Roermond. Sein Motto war: Non nobis („Nicht uns“, Ps 115,1 ). Von 1700 bis 1706 war er der zehnte Bischof von Antwerpen.

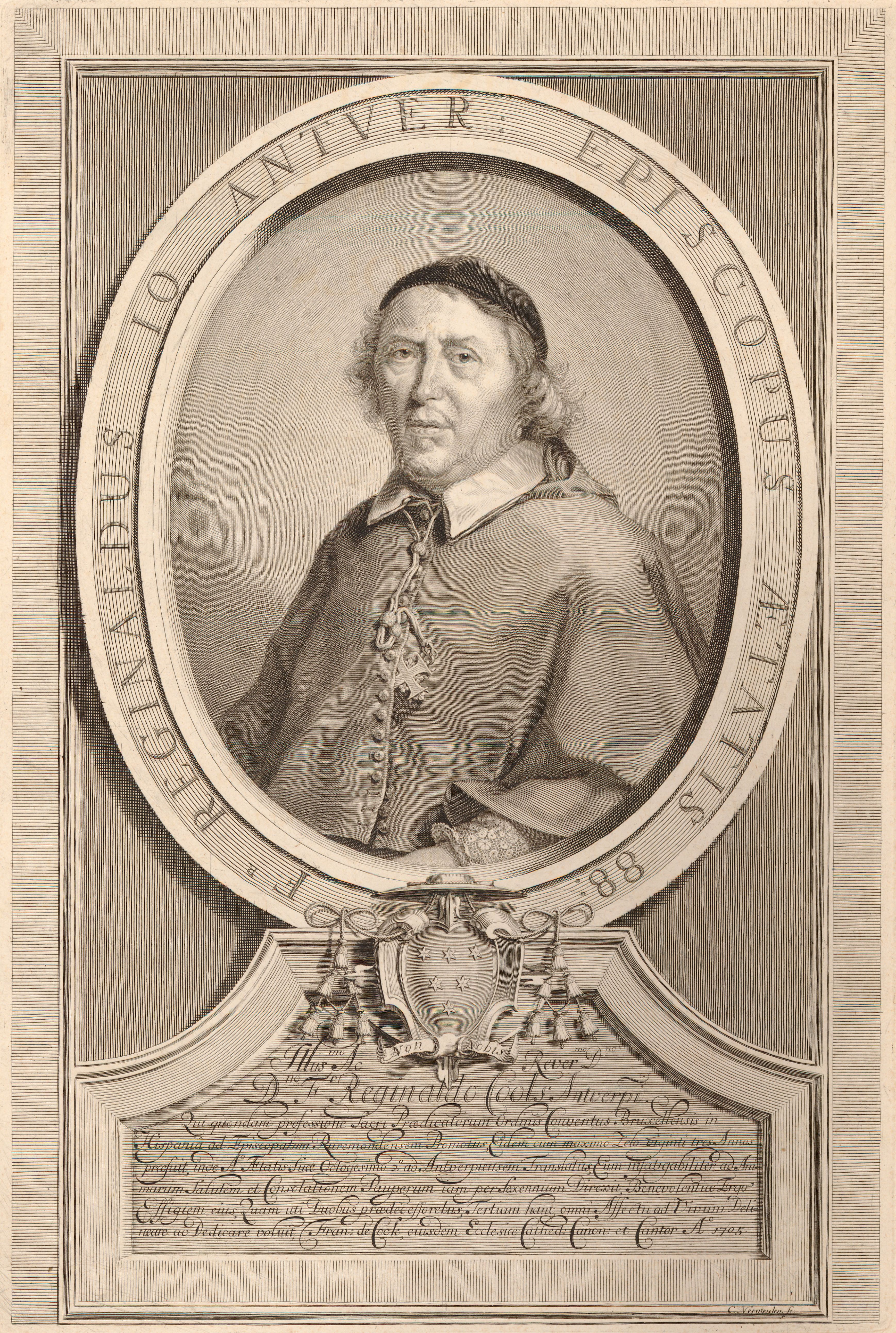
Porträtstich von Reginaldus Cools, Bischof von Antwerpen

## Familie
Daniël Cools, der in der Liebfrauenkathedrale getauft wurde, war eines der zehn Kinder von Abraham Cools und Susanna van Can; sie wohnten im Haus Den Calender. Das Wappen, das Daniël (als Ordensmann benutzte er den Namen Reginaldus) auf seinem Porträt trägt, ist identisch mit dem der bekannten Brüsseler Familie Cools (bekannt seit Anfang des 16. Jahrhunderts, Anfang des 17. Jahrhunderts Bürgermeister von Brüssel). Die genaue Verwandtschaft zwischen der Familie von Daniël-Reginaldus und den Brüsseler Trägern dieses Namens ist noch nicht geklärt.

## Laufbahn
Daniël Cools studierte Rechtswissenschaften in Löwen. Nachdem er kurze Zeit in der Armee gedient hatte, wurde er Anwalt am Gericht in Brüssel. Im Jahre 1645 trat er in Brüssel in den Dominikanerorden ein und nahm den Namen Reginaldus an. Kurz nach seiner Priesterweihe erhielt er den Titel eines Doktors der Theologie. Im Jahr 1650 schickte ihn Philipp IV. von Spanien mit der Nachricht nach Spanien, dass Maria Theresia, Infantin von Spanien, und Ludwig XIV. am Pariser Hof heiraten würden. Er trug auch die Vollmachten zur Unterzeichnung des Pyrenäenfrieden bei sich.
Am 24. Februar 1677 traf der neue Bischof feierlich in Roermond ein. Am 10. Juni 1683 schrieb er einen allgemeinen Bettag für alle Pfarreien vor. Es sollte ein Hochamt gesungen und eine Prozession gehalten werden, bei der die Allerheiligenlitanei gebetet werden sollte für einen Sieg über die Türken bei der Belagerung Wiens (1683) (der polnische König Jan Sobieski entsetzte die Stadt und schlug die türkische Armee in die Flucht). 1687 unternahm er eine Reise nach Spanien, um den Zustand der Diözese zu erläutern. Es gab vier Klagen: Der Bischof hatte keinen Sitz in der Dordrechter Ständeversammlung, der Hof von Geldern widersetzte sich ständig dem Amtsträger, auch kümmerten sich mehrere Dorfherren nicht um die kirchlichen Vorschriften, zum Beispiel bei der Ernennung der Pfarrer. Darüber hinaus wandte er sich gegen die eingeführte Regelung, dass auch Geistliche, wie die Mitglieder der Beamtenschaft, weltliche Steuern zahlten. 1695 wurde das Priesterseminar in Roermond wiedererrichtet und der Unterricht wurde seinem Orden übertragen. In dieser Zeit hatte der Jansenismus viele Anhänger. Cools und andere Bischöfe verurteilten dessen Lehren offen.
Ende 1699 wurde er im Alter von 81 Jahren zum Bischof von Antwerpen ernannt. Am 12. Juni 1700 zog er dorthin, wo er für weitere 6 Jahre Bischof war. Im Alter von 89 Jahren starb er und wurde im Chor der Kathedrale von Antwerpen beigesetzt.